# Liste der Monuments historiques in Availles-Limouzine
Die Liste der Monuments historiques in Availles-Limouzine führt die Monuments historiques in der französischen Gemeinde Availles-Limouzine auf.

## Liste der Bauwerke
| Bezeichnung           | Beschreibung                  | Standort                     | Kennzeichnung | Schutzstatus | Datum | Bild |
| --------------------- | ----------------------------- | ---------------------------- | ------------- | ------------ | ----- | ---- |
| Haus                  | Erbaut im 16./17. Jahrhundert | 15 rue Adrien-Veillon (Lage) | PA86000016    | Classé       | 1889  |      |
| Menhir La Pierre-Fade | Neolithikum                   | (Lage)                       | PA00105342    | Classé       | 1986  |      |

## Liste der Objekte
- Monuments historiques (Objekte) in Availles-Limouzine in der Base Palissy des französischen Kultusministeriums